# The Zealot Gene
The Zealot Gene è il ventiduesimo album in studio del gruppo musicale britannico Jethro Tull, pubblicato il 28 gennaio 2022 dalla Inside Out Music.

## Descrizione
Il disco rappresenta la prima pubblicazione del gruppo a distanza di 19 anni dall'uscita di Christmas Album ed è stato registrato in un arco temporale compreso tra il 2017 e il 2021.
L'album debutta alla posizione numero 9 della UK Albums Chart: era da 1972 che la band non entrava nella Top 10 nella classifica inglese.
Il primo singolo estratto dall'album è stato Shoshana Sleeping, pubblicato il 5 novembre 2021 insieme al relativo video musicale.

## Tracce
1. Mrs Tibbets – 5:52
2. Jacob's Tales – 2:10
3. Mine Is the Mountain – 5:39
4. The Zealot Gene – 3:52
5. Shoshana Sleeping – 3:38
6. Sad City Sisters – 3:37
7. Barren Beth, Wild Desert John – 3:35
8. The Betrayal of Joshua Kynde – 4:02
9. Where Did Saturday Go? – 3:50
10. Three Loves, Three – 3:29
11. In Brief Visitation – 3:00
12. The Fisherman of Ephesus – 3:38

## Formazione
- Ian Anderson – voce, flauto, chitarra acustica
- Florian Opahle – chitarra elettrica
- Joe Parrish-James – chitarra (traccia 11)
- David Goodier – basso
- John O'Hara – tastiera
- Scott Hammond – batteria, percussioni

## Classifiche
| Classifica (2022) | Posizione massima |
| ----------------- | ----------------- |
| Italia            | 61                |